# Víctor Ríos
Víctor Hugo Ríos de Alba (ur. 11 lutego 2004 w Durango) – meksykański piłkarz występujący na pozycji defensywnego pomocnika, od 2023 roku zawodnik Atlasu.